# Condado de Warren (Mississippi)
O Condado de Warren é um dos 82 condados do estado norte-americano do Mississippi. A sede de condado é Vicksburg que é também a sua maior cidade.
O condado tem uma área de 1603 km² (dos quais 83 km² estão cobertos por água), uma população de 49 644 habitantes, e uma densidade populacional de 33 hab/km² (segundo o censo nacional de 2000). O condado foi fundado em 1809 e recebeu o seu nome em homenagem a Joseph Warren (1741-1775), revolucionário da Guerra da Independência dos Estados Unidos.

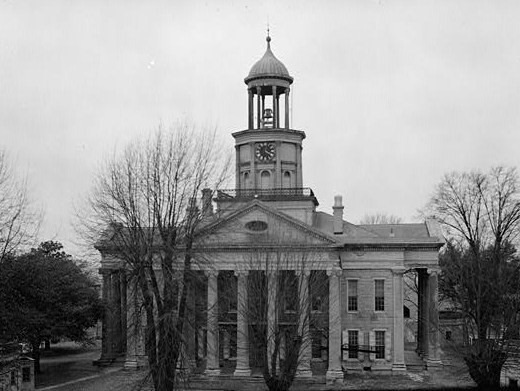
Tribunal do condado de Warren em Vicksburg, Mississippi